# Kallima horsfieldii
Kallima horsfieldii is een vlinder uit de familie Nymphalidae. De wetenschappelijke naam van de soort is voor het eerst geldig gepubliceerd in 1848 door Vincenz Kollar.